# Marlene de Andrade
Zita Marlene de Andrade de Sousa Vallenilla, született Zita Marlene de Andrade de Sousa (Caracas, 1977. július 14. –) venezuelai színésznő, modell és műsorvezető.

## Élete és pályafutása
1977. július 14-én született Caracasban. 
Első szerepét 1997-ben kapta a Carita Pintada című telenovellában. 2003-ban a Trapos íntimosban játszott. 2006-ban Elizabeth szerepét játszotta az Y los declaro marido y mujer című sorozatban. 2010-ben megkapta Eva Gómez szerepét a La mujer perfectában.
2005-ben hozzáment Winston Vallenilla színészhez. 2011 augusztusában megszületett első gyermekük.

## Filmográfia

### Telenovellák
| Év   | Cím                          | Szerep                       |
| ---- | ---------------------------- | ---------------------------- |
| 1997 | Carita Pintada               | Pipina Hoffman               |
| 2000 | Mis 3 hermanas               | Bárbara Solís Quinter        |
| 2001 | La soberana                  | Pura Benavides de Linares    |
| 2003 | Trapos íntimos               | Isabel Cordero               |
| 2005 | Mujer con pantalones         | María Isabel Torrealba       |
| 2006 | Y los declaro marido y mujer | Elizabeth Zamora             |
| 2007 | Arroz con leche              | Amanda Pacheco               |
| 2008 | La vida entera               | Lalymar "Laly" Falcón        |
| 2010 | La mujer perfecta            | Eva Gómez Valdés             |
| 2014 | Amor secreto                 | Rebeca Villegas de Ferrándiz |

### Film
- Una abuela virgen (2007)